# Eduard Jaunez

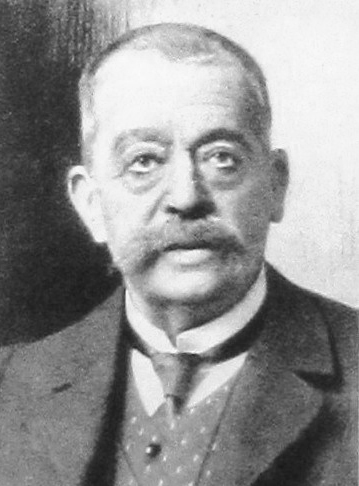
Eduard Jaunez

Eduard Jaunez, seit 1904 von Jaunez (* 12. November 1834 in Metz; † 26. Juni 1916) war ein lothringischer Ingenieur und Unternehmer.

## Leben
Er war 1865 Mitbegründer der Thonwaarenfabrik Utzschneider & Ed. Jaunez in Saargemünd (Sarreguemines). Im Rahmen seiner unternehmerischen Tätigkeit gab es weitere Gründungen bzw. Übernahmen von Tonwarenfabriken: 1862 in Paray-le-Monial (Frankreich), 1873 in Wasserbillig (Luxemburg), 1876 in Jurbise (Belgien), 1881 in Pont-Sainte-Maxence (Frankreich), 1890 in Zahna (Deutschland) und 1901 in Betschdorf (Elsass).
Von 1874 bis 1876 war Jaunez Bürgermeister der Stadt Saargemünd, zeitweilig auch Präsident des Bezirkstags von Lothringen (Conseil Général de la Lorraine; 1877–1890) und Mitglied sowie 1904 bis 1911 Präsident des Landesausschusses des Reichslandes Elsaß-Lothringen. Von 1874 bis 1887 war er Mitglied des Deutschen Reichstags für die Elsaß-Lothringische Protestpartei. Er vertrat als Abgeordneter den Wahlkreis Reichsland Elsaß-Lothringen 12 (Saargemünd – Forbach).
Sein Sohn Max von Jaunez (1873–1947) war von 1903 bis 1906 ebenfalls Reichstagsabgeordneter.

## Auszeichnungen
Am 11. Mai 1904 wurde Jaunez in den erblichen Adelsstand erhoben.